# Кекуатовы
Кекуатовы или Кейкуатовы (Кейкуватовы) — татарско-русский княжеский род.

## История
Происходит от правителей Ногайской Орды. Атманай Урусов сын Кейкуватов выехал в Москву (1637). В жалованной грамоте царя Михаила Федоровича (1637) Атман Урусович, а в святом крещении Петр Петрович Кекуатов назван князем. Потомки его во всех служебных и иных актах именовались князьями.
Определением Правительствующего Сената от 23 июля и 01 ноября 1864 года и 24 ноября 1871 года утверждены в достоинстве татарских князей с внесением в VI часть родословной книги:
1. Секунд-майор Василий Иванович и его дети: Иосиф, лейтенант флота Николай, мичман Владимир, Екатерина, Прасковья и внук титулярный советник Василий Николаевич.
2. Корнет Андрей Владимирович и его дети: коллежский асессор Владимир, Александр, Мария, Надежда, Людмила, София и Екатерина.
3. Штабс-ротмистр Михаил Николаевич[1].

Род Кекуатовых внесён в VI часть родословной книги Черниговской, Воронежской, Орловской и Петербургской губерний.

## Описание герба
В лазоревом щите скачущий на серебряном коне по зелёной земле татарский воин в латах, стреляющий оборотясь назад из лука.
Щит увенчан дворянским коронованным шлемом. Нашлемник: чёрный двуглавый орёл с червлёными глазами, языками и золотыми клювами. Намёт: справа лазоревый с серебром, слева лазоревый с золотом. Щитодержатели: два золотых льва с червлёными глазами и языками. Щит украшен княжеской мантией и увенчан княжеской короной. Герб Кекуатовых, князей татарских внесён в Часть 19 Общего гербовника дворянских родов Всероссийской империи, стр. 3.

## Представители рода
- Князь Кейкуатов, Атманай (в крещении — Петр) Урусович - основатель рода[2]
- Князь Кейкуватов Петр Урус-Мурзин - московский дворянин (1658)[3].
- Князь Кейкуватов Иван Егиней-Мурзин - московский дворянин (1658)[3].
- Князь Кекуатов, Андрей Иванович (1746 — ок. 1824) — генерал-майор (1798), кавалер ордена Св. Георгия 4-й степени (1786).
- Князь Кекуатов, Константин Иванович (1831 — ?) — контр-адмирал (в 1901)[4]
- Князь Кекуатов, Николай Александрович (1869—1922) — генерал-майор[5]
- Князь Кейкуатов, Николай Иванович — помещик Черниговской губернии.[6]
- Княгиня Кейкуатова, Елизавета — жена Н. И. Кейкуатова.[7]
- Княгиня Кекуатова Любовь Михайловна (? — 1970, Сан-Франциско), жена генерал-майора Н. А. Кекуатова[8].